# اچ‌ام‌اس نایرانا (دی۰۵)
اچ‌ام‌اس نایرانا (دی۰۵) (به انگلیسی: HMS Nairana (D05)) یک کشتی بود که طول آن ۵۲۸ فوت ۶ اینچ (۱۶۱٫۰۹ متر) بود. این کشتی در سال ۱۹۴۳ ساخته شد.